# Lubutana divaricata
Lubutana divaricata är en tvåvingeart som beskrevs av Villeneuve 1938. Lubutana divaricata ingår i släktet Lubutana och familjen parasitflugor. Inga underarter finns listade i Catalogue of Life.